# サヴォサヴォ語
サヴォサヴォ語（サヴォサヴォご、英: Savosavo）は、ソロモン諸島のサヴォ島で話されている言語である。若者の話者人口は急速に減少している。

## 分類
かつてサヴォサヴォ語はメラネシア諸語に分類されていたが、やがてベララベラ島のムビルア語、レンドヴァ島南部のムバニアタ語、ラッセル諸島のラヴカレヴェ語といったパプア系言語の小辞や人称代名詞接辞、動詞接尾辞が対応するという理由からこれらの言語と同系統であるとされた。
一方Ethnologue第18版においてはここまで挙げられた四つの個別言語にはCentral Solomonsという括りが設定され、そもそもパプア系言語であるか否かについてはぼかされている。更にGlottolog2.7においてはこれらの四言語の間には何の系統的関連性も示されていない。

## 形態論

### 代名詞
ムビルア語と同様、人称代名詞には三人称単数形における男性と女性の区別というパプア系言語の特徴と、一人称複数形における包括と排除の区別というオーストロネシア諸語の特徴とが混在している。双数形の存在はパプア系言語と大洋州諸語の両方に関連性を探る事ができる。
|        |        | 単数 | 双数 | 双数 | 複数     | 複数     |
| 包括   | 排除   | 単数 | 包括 | 排除 |          |          |
| ------ | ------ | ---- | ---- | ---- | -------- | -------- |
| 一人称 | 一人称 | ani  | mai  | aRe  | mai      | ave      |
| 二人称 | 二人称 | no   | pe   | pe   | me       | me       |
| 三人称 | 男性   | lo   | to   | to   | zepo, ze | zepo, ze |
| 三人称 | 女性   | ko   | to   | to   | zepo, ze | zepo, ze |

## 統語論

### 語順
見かけ上の語順はSOV型であるが、これはパプア諸語に共通して見られる特徴の一つである。

## 関連文献
- Todd, E. M. (1975). "The Solomon Language Family". In S. A. Wurm (ed.) Papuan Languages and the New Guinea Linguistic Scene. Pacific Linguistics C-38. Canberra: The Australian National University.
- Wegener, Claudia Ursula (2008). A Grammar of Savosavo: a Papuan language of the Solomon Islands. Wageningen: Ponsen & Looijen.